# Sångtimalior
Sångtimalior (Leiothrix) är ett släkte med fåglar i familjen fnittertrastar inom ordningen tättingar med endast två till tre arter som förekommer i södra och östra Asien från Himalaya till södra Kina och Sumatra:
- Rödnäbbad sångtimalia (L. lutea)
- Silverörad sångtimalia (L. argentauris)
  - "Sumatrasångtimalia" (L. [a.] laurinae) – urskiljs som egen art av BirdLife International